# Annette Schultz
Annette Schultz (* 14. Mai 1957 in Jena, heute Annette Klatt) ist eine ehemalige deutsche Volleyballspielerin.
Annette Schultz war vielfache DDR-Nationalspielerin. Bei den Olympischen Spielen 1980 in Moskau gewann sie die Silbermedaille. Annette Schultz spielte für den TSC Berlin und nach der Wende beim Berliner Randverein VC 68 Eichwalde, mit dem sie 1997 in die Zweite Bundesliga aufstieg.
Heute ist Annette Klatt stellvertretende Vorsitzende des Berlin Brandenburger Sportclubs, wo sie auch die Seniorinnenmannschaft trainiert. Außerdem war sie Trainerin der deutschen Volleyball-Seniorinnen „Ü 50“, die 2007 WM-Silber gewannen.
Mit ihren Mannschaftskameradinnen wurde sie 1980 für den Gewinn der Silbermedaille bei den Olympischen Spielen mit dem Vaterländischen Verdienstorden in Bronze ausgezeichnet.